# Catenaccio
Inspiré du « verrou suisse », le catenaccio est un système de jeu au football, qui vise à asseoir l'équipe sur une solide base défensive. Le terme catenaccio provient de l'italien : « verrou ».

## Principe

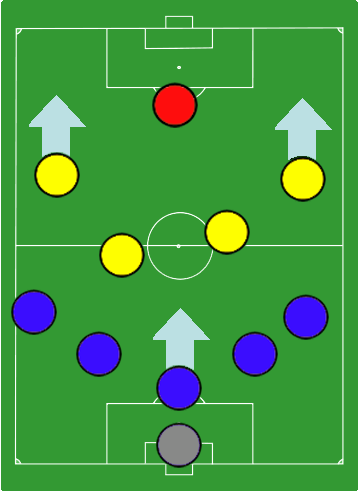
Disposition des joueurs sur un terrain de football, dite « catenaccio ».

Un catenaccio classique aligne en plus du gardien de but cinq défenseurs, deux milieux de terrain défensifs, deux milieux de terrains offensifs sur les ailes et un attaquant. De plus, dans le système d'Herrera, les défenseurs latéraux étaient utilisés comme des joueurs de couloir modernes, apportant un appui à l'attaque.
Ce système tactique fut présenté comme purement défensif, ce qui n'est pas tout à fait correct. Il a surtout introduit une certaine rigueur dans l'approche tactique, jusque-là assez virtuelle. De plus, la rapidité d'exécution est un élément essentiel du système d'Herrera qui ne supportait pas que les joueurs ralentissent le jeu en dribblant : « En football, c'est la surprise, la vitesse et les variations inattendues qui ouvrent les chemins du but ».
Ce système de jeu efficace est souvent adopté depuis les années 1990 par les équipes menant d'un faible écart de buts lors de compétitions à fort enjeu, pour préserver à tout prix leur avance, ou par les équipes se sachant nettement inférieures techniquement ou physiquement à leur adversaire. Il est souvent stigmatisé comme un manque total d'ambition[réf. nécessaire].

## Historique
L'entraîneur autrichien Karl Rappan du Servette FC modifie le système de jeu 3-2-2-3 (WM) d'Herbert Chapman en ajoutant un défenseur, qu'il appelle libéro puisqu'il n'est pas affecté au marquage précis d'un joueur.
Il est ensuite utilisé en Italie, notamment par Nereo Rocco à l'US Triestina qui obtient grâce à ce système une belle seconde place en 1948. Il est par la suite réintroduit par Alfredo Foni, qui gagne deux scudetti avec ce système. Il est ensuite popularisé par l'entraîneur Helenio Herrera qui l'adapte et l'applique avec succès au jeu de l'Inter Milan. L'Inter d'Herrera (Grande Inter) gagne trois titres de champion d'Italie, deux titres de champion d'Europe, et deux Coupes intercontinentales en 1964 et 1965, rencontres disputées entre le champion européen et le champion sud-américain.
Pendant des années, le catenaccio est surtout utilisé par l'équipe nationale italienne, à la suite d'un accident d'avion. En effet, le crash de Superga en 1949 décime l'équipe du Torino FC, qui composait alors l'ossature de l'équipe nationale. Pour pallier la faiblesse de leur effectif de « remplacement » et pour conserver leur rang sur la scène internationale (à cette date l'Italie avait déjà gagné deux Coupes du monde), la sélection décide de mettre en place le catenaccio, ce schéma tactique ultra-défensif. L'Italie a abandonné officiellement ce système de jeu, mais si elle s'est tournée depuis vers une formation plus offensive, elle a réutilisé plusieurs fois le catenaccio lors de compétitions internationales.
Ce système de jeu est toujours utilisé dans les années 2000, comme la Grèce, à l'Euro 2004. La France a gagné la Coupe du monde 1998 et est arrivée en finale de la Coupe du monde 2006 en se basant sur un système relativement proche de celui-ci. Or la plupart des joueurs français de 1998 jouaient en Serie A. Cet apprentissage de la rigueur tactique italienne par les français a ainsi fait dire à un journaliste du Corriere dello Sport : « Nous avons accouché d'un monstre ». 

## Dans la culture
- La revue Miroir du football en fait une critique politique, considérant d'après Philippe Séguin «  que la défense en ligne constitue l'acte progressiste alors que le catenaccio symbolise le fric pour ne pas perdre, soit le capitalisme le plus ordurier  »[4].

- Dans le film Les Seigneurs réalisé en 2012 par Olivier Dahan, José Garcia (entraîneur de l'équipe de foot de Molène) demande à son équipe d'adopter cette configuration.

- Dans la série Inazuma Eleven, il existe une supertactique employée par l’équipe nationale italienne au Football Frontier International nommée « La contre-attaque Catenaccio » qui s’inspire de ce système de jeu.

- Cette tactique est mentionnée dans le manga  Sayonara Football.

- L’ouvrage  Comment regarder un match de foot mentionne cette tactique et en explique l’origine et l’objectif.